# FAT16
FAT16 – odmiana systemu plików FAT, która posługuje się 16-bitowym adresowaniem przy dostępie do plików. Stworzony do obsługi pierwszych dysków twardych, gdyż jego poprzednik FAT12 był niewystarczający. 
Pierwsze komputery klasy PC pracujące pod kontrolą systemu DOS miały architekturę 16-bitową. Oznaczało to, że optymalnie mogły obsługiwać system plików ograniczony do 65536 (216) klastrów, lecz z powodu zarezerwowania niektórych wartości w praktyce dostępne są tylko 65524 klastry. Klastry były rozmiarowo równe fizycznym sektorom dysku twardego (512 bajtom), co ograniczało pojemność do 32 MB, dlatego większy dysk twardy trzeba było dzielić na partycje. Ponieważ liczba partycji na dysku jest ograniczona, postanowiono zwiększyć rozmiar jednostek alokacji. Jednakże, gdy wielkość dysków doszła do 2 gigabajtów, jednostki alokacji osiągnęły maksymalny rozmiar 32 kilobajtów (w przypadku systemów Windows NT można było tworzyć klastry 64 kB, więc partycje mogły mieć maksymalny rozmiar 4 GB, ale niewiele systemów operacyjnych mogło obsługiwać taką konfigurację). Tak duża wielkość klastra, przy niewielkich rozmiarach plików w tamtych czasach, powodowała duże marnotrawstwo przestrzeni dyskowej (nawet najmniejszy plik zajmował 32 kilobajty). Drugim mankamentem systemu plików FAT16 było ograniczenie wielkości pliku do 2 GB. Wymienione cechy spowodowały konieczność stworzenia następcy – systemu FAT32. Inną cechą systemu FAT16 jest nierozróżnianie wielkości liter w nazwach plików, oraz ograniczenie długości nazw plików do 12 znaków – tzw. format 8.3, czyli 8 znaków nazwy, kropka, 3 znaki rozszerzenia. 
FAT16 jest stosowany w systemach operacyjnych Microsoftu od MS-DOS 3.0 do Windows 95. W Windows 95 OSR2 wprowadzono po raz pierwszy FAT32, który wraz z NTFS jest stosowany w najnowszych systemach tej firmy. System FAT16 jest nadal często stosowany na mediach o niewielkiej pojemności, np. w pierwszych generacjach kart pamięci flash np. kartach SD o pojemności 2 GB, a w niektórych przypadkach nawet 4 GB.